# Robsahm
Robsahm är en svensk släkt med samma ursprung som ätterna af Robson och af Robsahm. Släkten har framför allt blivit känd genom ättlingar som varit brukspatroner, officerare och bergsmän.

## Släktens äldsta historia
Stamfader för alla ätterna är Christian Robsahm, född 1613 och död  maj 1685 i Perhindersbo i Söderbärke. Enligt Edinburgh University Press skrev han sig först Robson men ändrade av okänd anledning namnet till Robsahm då han inkom från Skottland via Tyskland till Sverige.
Svenskt biografiskt lexikon anger istället att Christian Robsahm troligen var bördig från Tyskland eller Holland. Ättlingar till denne bar ett heraldiskt vapen med en blommande rova på ett berg, varav namnet menas ha bildats. "Rob" skulle då komma från tyskans Rübe och "sahm" från Samen, vilket betyder rova respektive frö. Liknande namn med liknande vapen är vanliga i Tyskland
Christian Robsahm var handlande i Köping och Västerås, innan han anställdes som bruksskrivare åt släkten Cronström, och man finner honom sedan på Larsbo och Malingsbo bruk. Han skapade en förmögenhet åt Cronström genom att anlägga flera hammare i Söderbärke, och blev själv en besutten man. Om hans hustru Christina Bartels (ca 1624-1694) är känt att hon var tyska och födde elva barn. Maken avporträtterades och en kopia av målningen finns på Uppsala universitet.
Av de elva barnen har fyra släktgrenar utgrenats från fyra söner: Lars, Christian, Daniel och Jacob Robsahm.

## Lars Robsahms gren i Norge och Sverige
Lars Robsahm (ca 1669 - 1709) var först verksam vid Västerbyhyttan i Söderbärke och Hundbo gruva i Norrbärke, men flyttade 1694 till Norge, där han förvärvade en del i Repshus järnverk i Eidskogen, som lades ner 1698, samt gården Tollerud i Vinger, båda i Hedmark. År 1697 köpte han en del av Hakadals järnverk i Nittedal, som han år 1700 blev ensam ägare till. Han gifte sig 19 april 1683 i Söderbärke med Cecilia Amundsdotter. De fick först två barn i Söderbärke innan de cirka 1688 flyttade till Norrbärke, där ytterligare två barn föddes varav ett dog innan ettårsdagen. Bland de barn som sedan föddes i Norge kan nämnas Engelhart Robsahm. Han blev stamfader för den gren av släkten som fortfarande lever i Norge.
Lars Robsahms bror Christian Robsahm d.y. (d. 1706) var skeppare i Stockholm, och fick åtminstone fem barn med sin hustru Helena Johansdotter. Till skillnad från de övriga var denna släktgren inte verksamma inom bruksindustrin.

## Daniel Robsahms släktgren
Daniel Robsahm (d. 1716), en tredje bror, arrenderade Villingsbergs bruk i Knista, och var gift med Christine Saxenberg. Arrendet övertogs av deras son Reinhold Robsahm, som sedermera flyttade till Gävleborgs län där han var delägare i Voxna och direktör vid Strömsbruk i Harmånger. Hans bror Carl Gustaf Robsahm flyttade till Värmland, 

### Adliga ätten af Robsahm nr 2281
Carl Gustaf Robsahm var far till Christian Reinhold Robsahm på Vägsjöfors bruk i Värmland som med sin första hustru, Brita Beata Schultz, fick sonen Carl Reinhold Robsahm som bröt familjetraditionen och inträdde i militären, där han sedermera fick en majors namn, heder och värdighet bland annat efter att ha deltagit i Finska kriget som rustmästare vid Upplands regemente. Han var gift med Brita Elisabeth Iserhielm vars mor var friherrinnan von Köhler. År 1820 adlades han enligt 1809 års regeringsform och tog namnet af Robsahm. Ätten introducerades på nummer 2281. Med sin hustru fick han fyra döttrar, varigenom han själv slöt sin adliga ätt på svärdssidan år 1860 när han avled.

## Jacob Robsahms gren samt af Robson

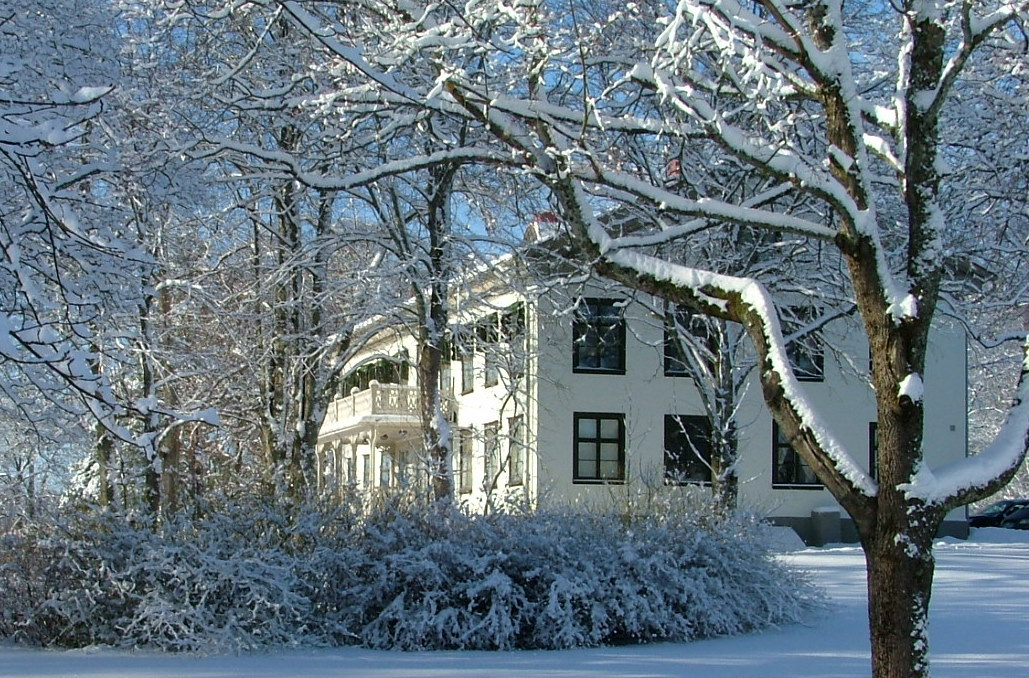
Björkborns herrgård i vinterskrud 2009.

Den äldste av bröderna, Jacob Robsahm (d. 1716) slog sig ner i Karlskoga och köpte upp Bofors och Björkborns bruk, samt övertog arrendet av Malingsbo bruk av fadern. Hans första hustru var Catharina Tersmeden och han fick med henne fjorton barn. Andra hustrun, Anna Grubb var syster till den Jacob som adlades Grubbensköld, men i det äktenskapet föddes inga barn. Flera ättlingar till Jacob Robsahm verkade inom bruksindustrin. En sonson till honom, Carl Magnus Robsahm, samarbetade med Sven Rinman och förnyade stålbränningen på sitt bruk Vissboda med att börja använda vedeldning (dessutom deltog Carl Magnus på en bergsvetenskapsvandring i Härjedalen tillsammans med Anton Swab, som år 1796 delvis ledde Funäsdalsberget in i turistnäringen). Med sin hustru Anna Elisabeth Geijer född i släkten Geijer från Ransäter - en faster till Erik Gustaf Geijer - fick han sonen Carl Magnus Robsahm, som adlades af Robson, och en dotterson blev far till Gustaf de Laval. 
Denna gren fortlever alltjämt, såväl den adliga grenen som ofrälse. Släktnamnet har också upptagits på kvinnolinjer.